# Midlaren

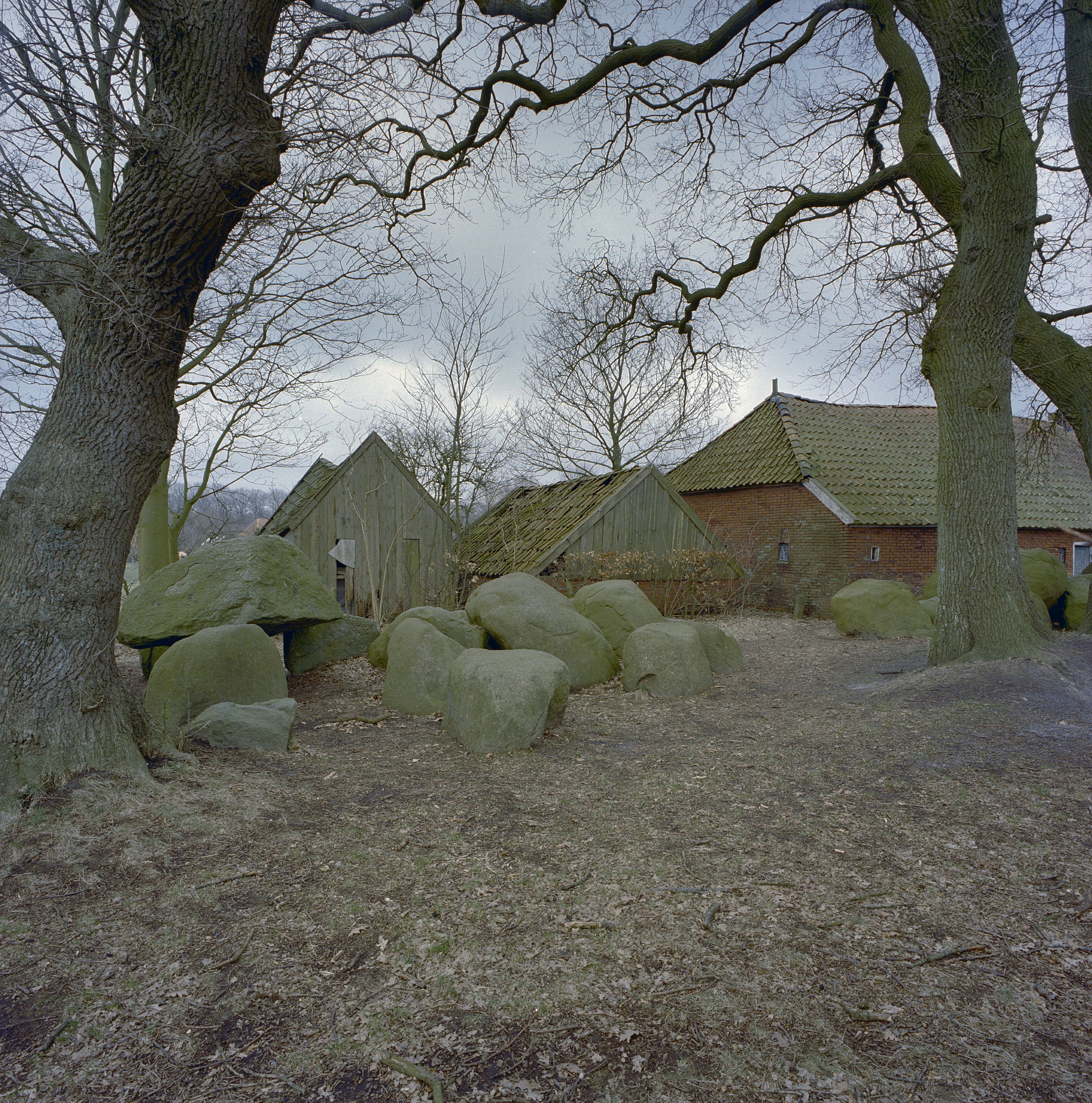
Dolmen D3 et D4

Midlaren est un village néerlandais de la commune de Tynaarlo, situé dans la province de Drenthe. Le 1er janvier 2020, la population s'élevait à 335 habitants.